# مجلس تقدير البرمجيات الترفيهية
مجلس تقدير البرمجيات الترفيهية (بالإنجليزية: Entertainment Software Rating Board)‏ تعرف اختصارا بـ ESRB. هو هيئة ذاتية التنظيم تقوم بتحديد تقديرات الأعمار والمحتوى لألعاب الحاسوب والفيديو في الولايات المتحدة وكندا. تم إنشاء هذا المجلس في عام 1994 من قبل جمعية برامج الترفيه (ESA)، والمعروفة سابقًا باسم جمعية البرامج الرقمية التفاعلية (IDSA)، ردًا على انتقادات لألعاب الفيديو المثيرة للجدل ذات المحتوى العنيف أو الجنسي المفرط، لا سيما بعد جلسات الاستماع في الكونغرس عام 1993 بعد إصدارات ألعاب مورتال كومبات ونايت تراب لوحدات التحكم المنزلية ودوم لأجهزة الكمبيوتر الشخصية. وتحت الضغوط التي تعرضت لها صناعة الألعاب من طرف الإشراف الحكومي المحتمل على تقييمات ألعاب الفيديو من جلسات الاستماع هذه، أنشأ كلاً من جمعية البرامج الرقمية التفاعلية و مجلس تقديير البرمجيات الترفيهية، لتسيير نظام تصنيف طوعي يعتمد على نظام تصنيف أفلام المعروف بٳسم نظام جمعية الفيلم الأمريكي لتقييم الأفلام مع اعتبارات إضافية لتفاعل ألعاب الفيديو.
يخصص المجلس تصنيفات للألعاب بناءً على محتواها، باستخدام حكم مشابه لأنظمة تصنيفات الأفلام المستخدمة في العديد من البلدان، وباستخدام مزيج من ستة مستويات قائمة على العمر تهدف إلى مساعدة المستهلكين في تحديد محتوى اللعبة ومدى ملاءمتها، إلى جانب نظام من واصفات المحتوى التي توضح بالتفصيل أنواعًا معينة من المحتوى الموجود في لعبة معينة. وفي الآونة الأخيرة، تتضمن التقييمات أيضًا واصفات للألعاب ذات التفاعل عبر الإنترنت أو تحقيق الدخل داخل اللعبة. ويتم تحديد التصنيفات من خلال مجموعة من المواد المقدمة من ناشر اللعبة في كل من الاستبيانات ولقطات الفيديو الخاصة باللعبة، ومراجعة لهذه المواد من قبل لجنة من المراجعين الذين يمنحونها تصنيفًا. والتقييمات مصممة للآباء حتى يتمكنوا من اتخاذ قرارات مستنيرة بشأن شراء الألعاب لأطفالهم. وبمجرد تصنيف اللعبة، يحتفظ مجلس تقديير البرمجيات الترفيهية بمدونة أخلاقية للإعلان عن ألعاب الفيديو والترويج لها، مما يضمن أن المواد التسويقية للألعاب تستهدف الجماهير المناسبة.
يتم فرض نظام تصنيف مجلس تقديير البرمجيات الترفيهية من خلال النفوذ الطوعي لألعاب الفيديو في أمريكا الشمالية وصناعات البيع بالتجزئة للإصدارات المادية. وتطلب معظم المتاجر من العملاء تقديم صورة هوية عند شراء الألعاب التي تحمل أعلى تصنيفات عمرية لمجلس تقديير البرمجيات الترفيهية، وعدم تخزين الألعاب التي لم يتم تصنيفها. بالإضافة إلى ذلك، لن تقوم الشركات المصنعة الكبرى لوحدات تشغيل الألعاب بترخيص الألعاب لأنظمتها إلا إذا كانت تحمل تصنيفات مجلس تقديير البرمجيات الترفيهية، بينما سترفض الشركات المصنعة لوحدات تشغيل الألعاب ومعظم المتاجر تخزين الألعاب التي صنفها مجلس تقديير البرمجيات الترفيهية على أنها مناسبة للبالغين فقط. وفي الآونة الأخيرة، بدأ مجلس تقديير البرمجيات الترفيهية في تقديم نظام لتعيين التصنيفات تلقائيًا للألعاب الموزعة رقميًا وتطبيقات الأجهزة المحمولة، والتي تستخدم استطلاعًا أجاب عليه ناشر المنتج بدلاً من التقييم اليدوي من قبل موظفي مجلس تقديير البرمجيات الترفيهية، مما يسمح لواجهات المتاجر عبر الإنترنت بتصفية وتقييد العناوين القائمة على مجلس تقديير البرمجيات الترفيهية. ومن خلال التحالف الدولي لتقييم الأعمار (IARC)، يمكن أن تولد هذه الطريقة تقييمات مكافئة للأقاليم والمناطق الأخرى في العالم. وإلى جانب عملية تصنيف الألعاب، يوفر مجلس تقديير البرمجيات الترفيهية أيضًا خدمات التصديق للخصوصية عبر الإنترنت على مواقع الويب وتطبيقات الأجهزة المحمولة. وكانت هناك محاولات لتمرير القوانين الفيدرالية وقوانين الولايات لإجبار تجار التجزئة على الامتثال لمجلس تقديير البرمجيات الترفيهية، لكن قضية المحكمة العليا لعام 2011 الشهيرة بٳسم براون ضد جمعية تجار الترفيه، قضت بأن ألعاب الفيديو هي خطاب محمي، وهذه القوانين غير دستورية.
نظرًا لمستوى وعي المستهلك والبائعين بالتجزئة بنظام التصنيف، جنبًا إلى جنب مع جهود المؤسسة لضمان امتثال تجار التجزئة لنظام التصنيف وأن على الناشرين أن يمتثلوا لقانون التسويق الخاص، اعتبر مجلس تقديير البرمجيات الترفيهية أن نظامه فعال، وتم الإشادة به من قبل لجنة التجارة الفيدرالية لكونها أقوى منظمة ذاتية التنظيم في قطاع الترفيه. وعلى الرغم من الأراء الإيجابية من الكثير حوله، لا يزال مجلس تقديير البرمجيات الترفيهية يواجه انتقادات من السياسيين ومجموعات المراقبة الأخرى لهيكل عملياته، لا سيما في أعقاب حادثة عام 2005 التي أحاطت بمعالجة المنظمة للمحتوى المخفي غير المرغوب به في جراند ثفت أوتو: سان أندرياس والتي يمكن الوصول إليها باستخدام مود أنشأه مستخدم.
تم اتهام مجلس تقديير البرمجيات الترفيهية بوجود تعارض في المصالح، بسبب مصلحته الخاصة في صناعة ألعاب الفيديو، وأنه لا يصنف ألعابًا معينة، مثل سلسلة جراند ثفت أوتو، بصرامة كافية لمحتواها العنيف أو الجنسي من أجل حماية وزنها التجاري. وعلى النقيض من ذلك، جادل نقاد آخرون أنه في نفس الوقت، يصنف مجلس تقديير البرمجيات الترفيهية بعض الألعاب بصرامة بسبب محتواها، وأن تأثير هذا التصنيف قد خنق قابلية ألعاب الفيديو الموجهة للبالغين بسبب قيود المجلس على كيفية تسويقها وبيعها.

## التقديرات

### تقديرات غير مقيدة
| الاختصار | التقدير         | نشط منذ | مستحسن لـ        |
| -------- | --------------- | ------- | ---------------- |
|          | الطفولة المبكرة | 1994م   | 3 سنوات فما فوق  |
|          | الجميع          | 1998    | 6 سنوات فما فوق  |
|          | الجميع 10+      | 2004    | 10 سنوات فما فوق |
|          | المراهقين       | 1994    | 13 سنة فما فوق   |

### تقديرات مقيدة
| الاختصار | التقدير               | نشط منذ | مستحسن لـ      |
| -------- | --------------------- | ------- | -------------- |
|          | راشدين 17+ (M)        | 1994    | 17 سنة فما فوق |
|          | للبالغين فقط 18+ (AO) | 1994    | 18 سنة فما فوق |

### تقديرات أخرى
| الاختصار | التقدير         | نشط منذ | الوصف                                 |
| -------- | --------------- | ------- | ------------------------------------- |
|          | تقدير معلق (RP) | 1994    | يدل على أنَّ المنتج لم يعطَ تقديرًا بعد . |

## روابط خارجية
- مجلس تقدير البرمجيات الترفيهية على موقع الموسوعة البريطانية (الإنجليزية)
- مجلس تقدير البرمجيات الترفيهية على موقع ميوزك برينز (الإنجليزية)